# Icteralaria
Icteralaria är ett släkte av fjärilar. Icteralaria ingår i familjen vecklare.
Kladogram enligt Catalogue of Life:
| Icteralaria | \| \| Icteralaria ichnobursa \| \| \| \| \| \| Icteralaria idiochroma \| \| \| \| |
|             | \| \| Icteralaria ichnobursa \| \| \| \| \| \| Icteralaria idiochroma \| \| \| \| |
|             | Icteralaria ichnobursa                                                            |
|             |                                                                                   |
|             | Icteralaria idiochroma                                                            |
|             |                                                                                   |